# Grants Pass
Grants Pass è un centro abitato (City) degli Stati Uniti d'America, capoluogo della contea di Josephine dello Stato dell'Oregon. Nel censimento del 2000 la popolazione era di 23.003 abitanti.

## Geografia fisica
Secondo i rilevamenti dello United States Census Bureau, Grants Pass si estende su una superficie di 19,9 km².